# غوغ (غافروبارمون)
غوغ (بالفارسية: گوگ) هي قرية تقع في إيران في قسم غافروبارمون الريفي. يقدر عدد سكانها بـ 0 نسمة بحسب إحصاء 2016.